# Zadní Střítež
Pour les articles homonymes, voir Střítež.
Zadní Střítež (en allemand : Hinter Strietesch) est une commune du district de Tábor, dans la région de Bohême-du-Sud, en République tchèque. Sa population s'élevait à 35 habitants en 2020.

## Géographie
Zadní Střítež se trouve à 20 km à l'est-nord-est de Tábor, à 66 km au nord-nord-est de České Budějovice et à 74 km au sud-est de Prague.
La commune est limitée par Těchobuz au nord-est, par Pacov à l'est et par Pojbuky au sud-ouest, à l'ouest et au nord-ouest.

## Histoire
La première mention écrite du village date de 1381.